# William Merritt Chase

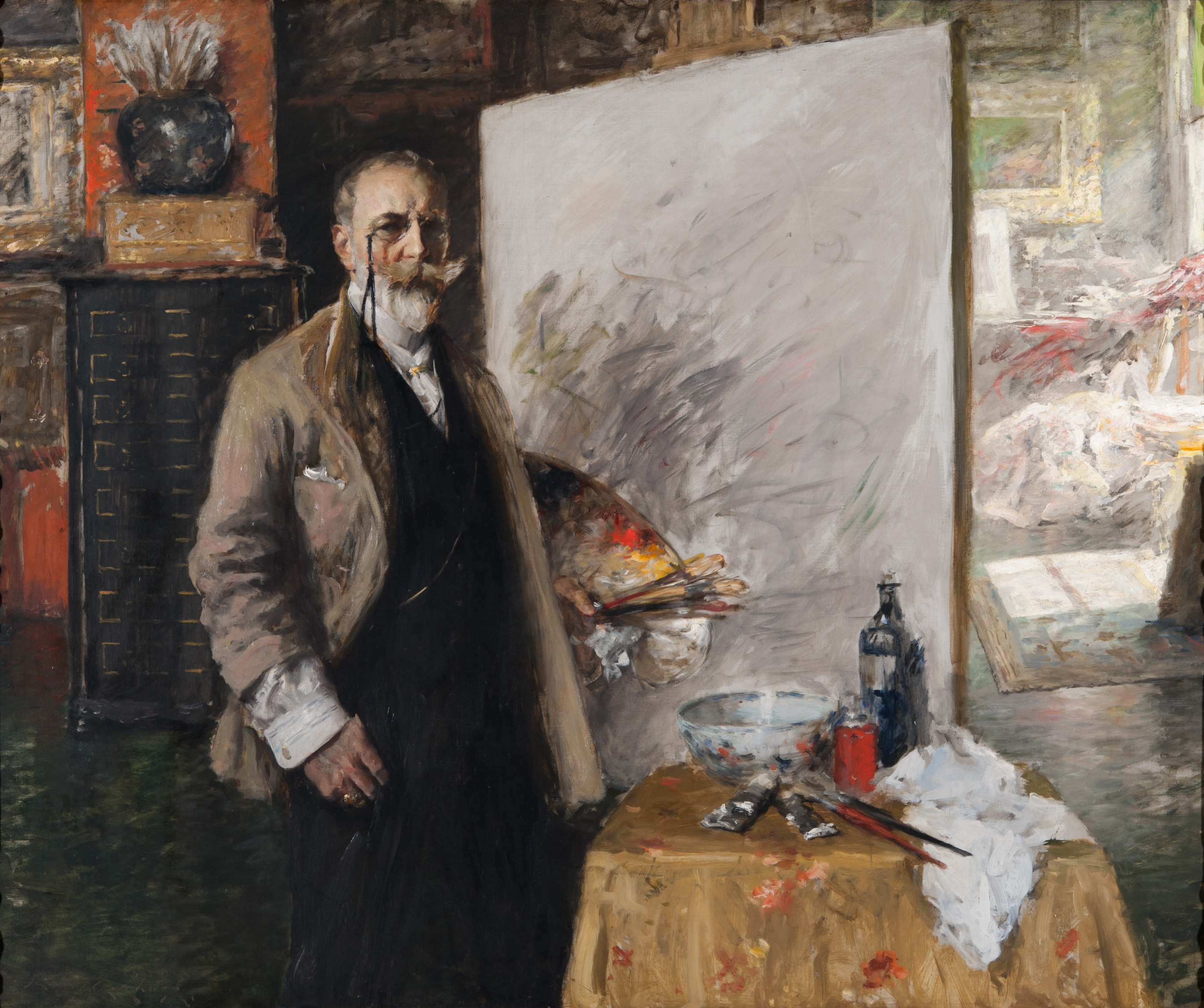
Selbstporträt, 1915/16.

William Merritt Chase (* 1. November 1849 in Williamsburg, heute Niniveh, Indiana, Vereinigte Staaten; † 25. Oktober 1916 in New York) war ein US-amerikanischer Porträt- und Landschaftsmaler. Nach längerem Aufenthalt in Europa, vor allem in München und Venedig, begann er, einen eigenen, amerikanischen Impressionismus zu entwickeln und hatte damit großen Erfolg. Zu Lebzeiten galt er als „der amerikanische Impressionist“ und war einer der einflussreichsten bildenden Künstler und Kunstlehrer der USA seiner Generation.

## Leben

### Frühe Jahre und Ausbildung in München
William Merritt Chase war der älteste Sohn des Damenschuhmachers und Verkäufers David Hester Chase und dessen Frau Sarah Swaim Chase und hatte fünf jüngere Geschwister. Als er zwölf Jahre alt war, zog die Familie nach Indianapolis, wo er seinem Vater in dessen Beruf folgen sollte. Aber Chase wollte Maler und Zeichner werden.
1867 begann seine künstlerische Ausbildung bei Barton S. Hays und Jacob Cox, die in Indianapolis als Maler arbeiteten. Nach einer kurzen Dienstzeit bei der U.S. Navy wurde Chase 1869 an der National Academy of Design in New York City angenommen und führte seine Studien mit den Lehrern Joseph Oriel Eaton und Lemuel P. Wilmarth, einem Schüler des bekannten Franzosen Jean-Léon Gérôme, weiter.
1871 ging Chase nach St. Louis, wo seine Familie mittlerweile lebte, und arbeitete im elterlichen Geschäft mit. Durch mehrere Ausstellungen, in denen er seine Stillleben präsentierte, wurde er bei den örtlichen Mäzenen bekannt. Diese boten ihm an, eine von ihnen finanzierte Europareise zu unternehmen, das Angebot nahm Chase an und ging für zwei Jahre nach Europa, um dort seine Studien fortzuführen. Im gleichen Jahr stellte er erstmals an der National Academy of Arts in Washington, D.C. aus.
Zunächst reiste er nach München und studierte an der dortigen Akademie der Bildenden Künste. Hier kam er erstmals mit dem Malstil der europäischen Alten Meister in Berührung, insbesondere der Kunst von Frans Hals und Anthonis van Dyck. Seine Lehrer waren vor allem Alexander von Wagner und Karl von Piloty und er lernte mit Frank Duveneck und John Henry Twachtman zwei weitere Amerikaner kennen, mit denen er sich 1877 für neun Monate in Venedig aufhielt. In München galt seine Bewunderung zudem vor allem den Malern Wilhelm von Diez, Hugo von Habermann und Wilhelm Leibl als Vertretern des von Gustave Courbet inspirierten Naturalismus. Mit seinem 1875 in München gemalten Keying Up – the Court Jester, das auf der Weltausstellung in Philadelphia 1876 gezeigt wurde, gewann er eine Medaille und erlangte damit ersten internationalen Ruhm.

### Ruhm als Lehrer: New York und Shinnecock Hills

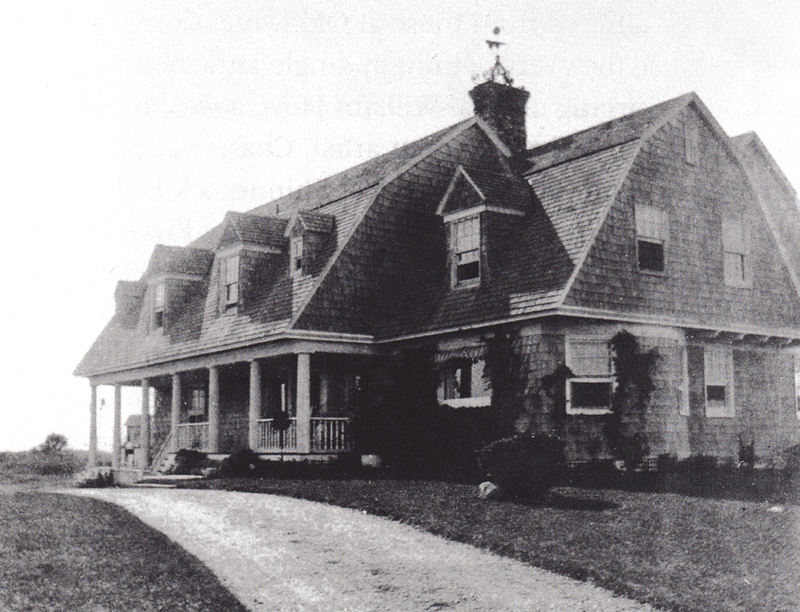
Chase Haus in Shinnecock

Im Jahr 1878 kehrte Chase nach New York zurück und bezog sein Atelier im 10th Street Studio Building, das zu einem der bekanntesten Künstlerateliers Amerikas wurde. Er unterrichtete an der neu gegründeten Art Students League of New York von 1878 bis 1896 und später nochmals von 1907 bis 1911. Zusätzlich gab er bis 1907 Stunden an der von ihm selbst gegründeten Chase School of Art, der Brooklyn Art Association und von 1896 bis 1909 an der Pennsylvania Academy of the Fine Arts. Seine Malerei in grauen und braunen Farbtönen, die er in München entwickelt hatte, sowie die eingestreuten scharfen Farbakzente stellten damals für Amerika die fortschrittlichste und freieste Malweise dar. Zugleich boten diese Bilder einen Übergang von der klassischen amerikanischen Kunst in die Lebensstimmung einer Moderne.
1891 gründete Chase die Shinnecock Hills Summer School in der Ortschaft Shinnecock Hills bei Southampton auf Long Island, wo er bis 1902 unterrichtete. Insbesondere diese Summer School wurde überregional bekannt und führte zur Gründung der dortigen Künstlerkolonie, deren Mittelpunkt Chase darstellte. Southampton und die Shinnecock Hills waren über die Erreichbarkeit durch die Southside Railroad Line seit 1868 zu einem beliebten Sommerziel der wohlhabenden New Yorker geworden. Im gleichen Jahr wie die Summer School wurde dort auch der Shinnecock Hills Golf Club und wenig später das First-Class-Hotel Shinnecock Inn eröffnet.

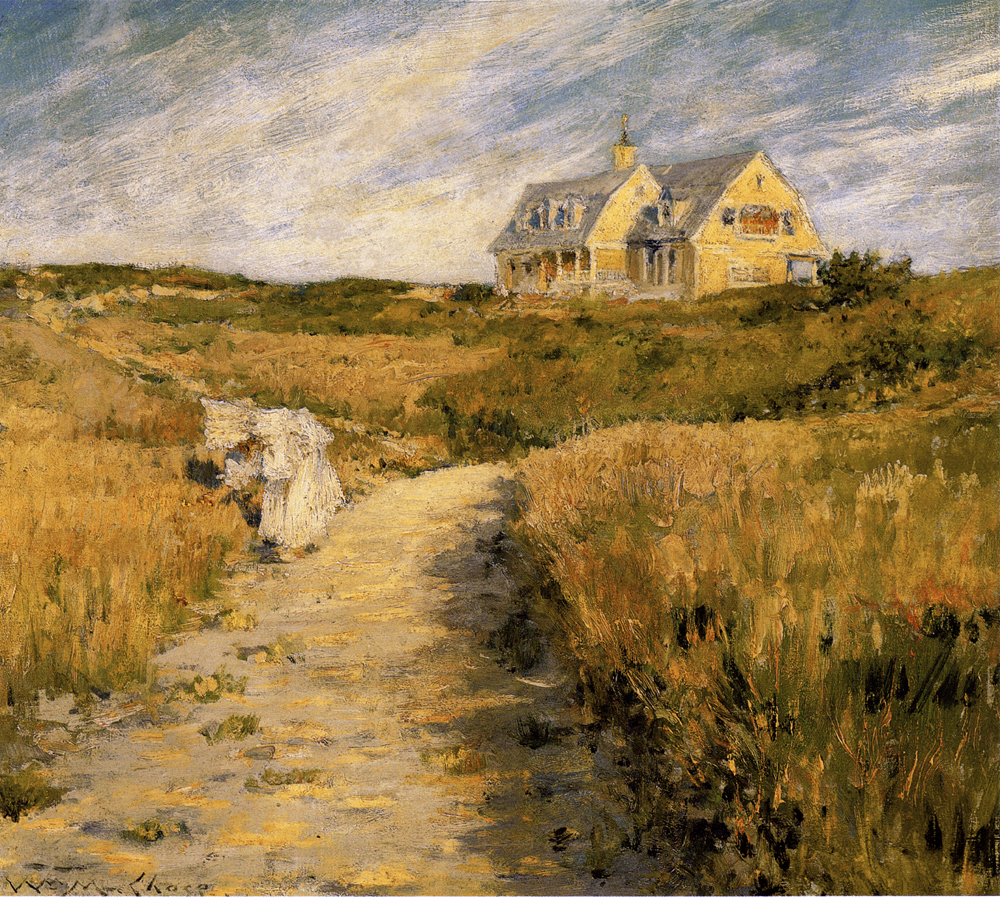
The Chase Homestead, Shinnecock, 1893

Chase wurde durch mehrere reiche Sommergäste überredet, die Gründung und Leitung der Schule zu übernehmen – sie selbst stellten Land und Gelder zum Aufbau zur Verfügung. Im Zentrum der Summer School stand das Art Village, umgeben von mehreren Höfen und Gasthäusern, in denen sich interessierte Gäste einmieten konnten. Chase selbst bekam 1892 ein eigenes Haus in geringem Abstand zum Village und hielt dies in seinem impressionistischen Gemälde The Chase Homestead, Shinnecock 1893 fest (seine Tochter Dorothy ist auf dem Gemälde ebenfalls dargestellt, Blumen pflückend an der Auffahrt zum Haus). In den Jahren von 1891 bis 1902 unterrichtete Chase etwa 1000 Studenten in der Summer School, vor allem reichere Frauen aus New York, die bislang als Amateure gemalt hatten. Allerdings gab es auch einige prominentere Schüler, allen vorweg Edmund Graecen, der auch in Giverny und Old Lyme lebte und wirkte, Rockwell Kent, Charles Sheeler, Howard Chandler Christy, Annie T. Lang, Joseph Stella, Charles W. Hawthorne und Katherine Budd. Die Schule konzentrierte sich dabei vollständig auf die Plein-Air-Malerei, und die Studenten arbeiteten von morgens bis abends im Freien, um ihre Eindrücke auf der Leinwand festzuhalten.
Neben seinem Rivalen Robert Henri galt Chase als wichtigster Lehrer der Malerei in den Vereinigten Staaten um die Wende zum 20. Jahrhundert. Durch Schüler aus Kalifornien, darunter vor allem Arthur Frank Mathews, Xavier Martínez und Percy Gray, hatte er auch auf die Entwicklung der Kunst in Kalifornien einen großen Einfluss. Ebenfalls zu seinen Schülern gehörten Künstlerinnen wie Dora Wheeler, Rosina Emmet und Lydia Field Emmet sowie bekannte Malerinnen und Maler wie Georgia O’Keeffe, Charles Demuth, Marsden Hartley und Edward Hopper.

### Familienleben und Engagement

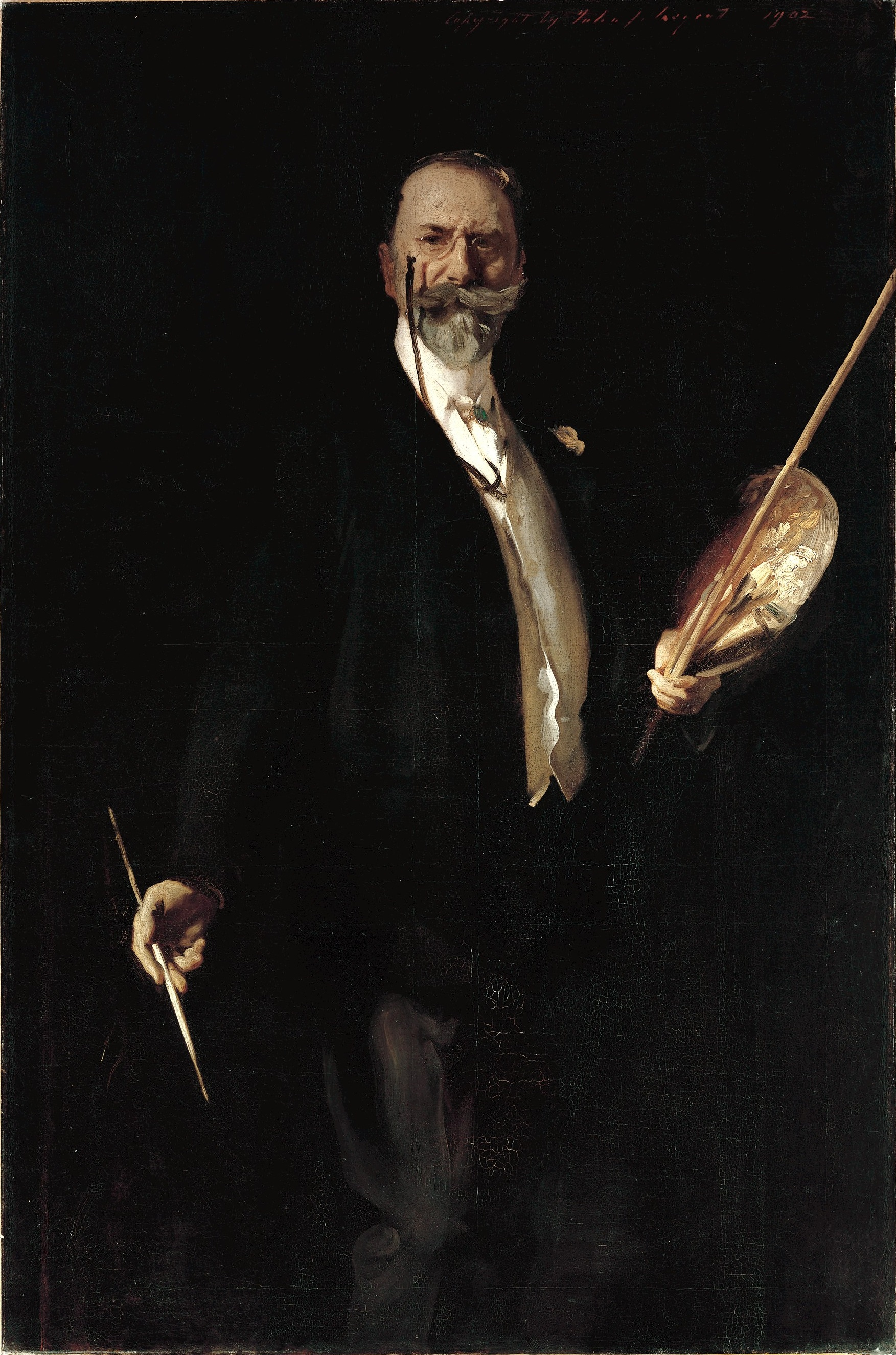
John Singer Sargent: Porträt von William Merritt Chase, Öl auf Leinwand, 1902

Gemeinsam mit vielen Künstlern seiner Generation gehörte Chase zu den Kritikern der konservativen National Academy of Design, zu deren Mitglied er 1890 gewählt worden war, und zu den Gründungsmitgliedern der Society of American Artists, deren Präsident er von 1885 bis 1895 wurde. 1898 wurde er in die American Academy of Arts and Letters aufgenommen. Außerdem war er Mitglied der Tilers, zu denen auch Winslow Homer, Arthur Quartley und Augustus Saint Gaudens gehörten. Chase gehörte zudem zu den ersten, die sich für den Ankauf von Bildern Édouard Manets und El Grecos für amerikanische Museen einsetzten.
Im Jahr 1886 heiratete Chase Alice Gerson, mit der er in den folgenden Jahren acht Kinder hatte. Sowohl seine Frau wie auch seine Kinder wurden von ihm regelmäßig porträtiert. Chase arbeitete zugleich als Maler und Lehrer mit großer Energie und etablierte sein Atelier (Studio) zu einem stadtbekannten Treffpunkt der modebewussten Mitglieder der New Yorker Kunstszene seiner Zeit. Dieses Atelier hatte er von Albert Bierstadt übernommen und als Galerie für seine eigenen Bilder gestaltet. Die Räume stattete Chase detailreich mit wertvollen Möbeln, ausgestopften Vögeln, seltenen und exotischen Musikinstrumenten und orientalischen Teppichen aus. 1895 schloss er jedoch das Atelier wieder, da die Kosten für den Unterhalt zu hoch wurden.
1902 nahm Chase den durch den Tod John Henry Twachtman freigewordenen Platz in die Künstlervereinigung Ten American Painters ein. Obwohl seine Kreativität abnahm und er mit der neuen Moderne, die in Amerika populär wurde, nicht mithalten konnte, malte und lehrte er bis in die 1910er Jahre. Seine letzte Lehrveranstaltung fand im Sommer 1914 in Carmel-by-the-Sea in Kalifornien statt, wohin die Sommerkurse von Shinnecock in dem Jahr verlegt worden waren. William Merritt Chase starb am 25. Oktober 1916 in seinem Haus in New York City.
Das Parrish Art Museum in Water Mill auf Long Island östlich von New York City zeigt eine der größten öffentlichen Sammlungen von Gemälden und Arbeiten auf Papier des Künstlers.

## Werke
William Merritt Chase schuf weit über 1.000 Werke, vor allem Ölbilder, aber auch Pastelle und Arbeiten in anderen Techniken. Während er besonders in seiner Münchner Zeit und den Jahren danach eine dunkle, tonige Farbauswahl nach dem Vorbild Leibls bevorzugte, zeigte seine Palette im Laufe der Jahre zunehmend hellere und farbigere Töne. Insbesondere in den Sommerkursen nutze er mit Weiß gemischte Farben zur Aufhellung seiner Bilder.
Seine frühesten Werke waren Stillleben. Dieses Sujet griff er auch in späteren Jahren immer wieder auf. Dekorationsobjekte, die er als Bildobjekte verwendete, füllten sein Atelier und seine Wohnung; er gestaltete auch seine Innenraummalereien mit Arrangements aus Gegenständen. Vor allem Lebensmittel und dabei insbesondere tote Fische tauchen regelmäßig in diesen Bildern auf.
Ein weiteres Genre, das er regelmäßig bediente, waren Porträts. Dabei malte er einige der bekanntesten Personen seiner Zeit sowie deren Ehefrauen und Kinder. Auch seine Frau und seine Kinder waren ein regelmäßiges Motiv seiner Bilder, oft setzte er sie zudem in Landschaftsbildern als Bildelemente ein. Er stellte die Personen häufig in sitzender Position dar. Er stellte sie auch in Landschaften oder zeigte sie in Szenen ihres privaten Lebens. 1885 malte er beispielsweise seinen Kollegen und Freund James McNeill Whistler und dessen Frau Dora, im Gegenzug wurde er von Whistler porträtiert. Vor allem in den späten Lebensjahren nahmen die Porträtbilder im Vergleich zu anderen Genres zu.
Zu seinen bekanntesten Bildern gehören seine Landschaften, die ihm den Ruf als amerikanischer Impressionist eingebracht haben. Er begann mit der Landschaftsmalerei erst in den späten 1880er Jahren, wobei sein Interesse für dieses Genre wahrscheinlich durch die erste große Ausstellung französischer impressionistischer Gemälde 1886 in New York City ausgelöst wurde. Dabei bevorzugte er zum einen Stadtmotive, wie zum Beispiel den Prospect Park, Brooklyn oder den Central Park in New York, zum anderen auch die Sommerlandschaften in Shinnecock. Häufig platzierte er Personen in seine Landschaften, die beispielsweise auf einer Parkbank sitzend oder spazieren gehend dargestellt wurden. Auch spielende Kinder kommen in seinen Bildern regelmäßig vor.